# Pré-dentina
A pré-dentina é uma faixa sanguínea de matriz mineralizada de dentina no limite coronal. A pré-dentina é uma evidencia de que a dentina é formada por duas etapas: primeiramente, a matriz orgânica é depositada, e, em um segundo momento, a substancia inorgânica mineral é adicionada. A mineralização ocorre na junção dentina/pré-dentina, e a pré-dentina se torna uma nova camada de dentina. Durante a formação da dentina primária, 4 µm de pré-dentina são depositados e calcificados a cada dia. Após a oclusão e função, essa atividade decresce para 1,0 a 1,5 µm por dia.